# کلارا بلندیک
کلارا بلندیک (انگلیسی: Clara Blandick؛ ۴ ژوئن ۱۸۷۶ – ۱۵ آوریل ۱۹۶۲) هنرپیشه اهل ایالات متحده آمریکا بود. وی بین سال‌های ۱۹۰۰ تا ۱۹۵۱ میلادی فعالیت می‌کرد.

## گزیدهٔ فیلم‌شناسی
- زندگی با پدر (۱۹۴۷)
- زندگی ربوده‌شده (۱۹۴۶)
- بهشت می‌تواند صبر کند (۱۹۴۳)
- جادوگر شهر از (۱۹۳۹)
- طبل‌ها با چرخش پا (۱۹۳۹)
- راه بازگشت (۱۹۳۷)
- ستاره‌ای زاده شده است (۱۹۳۷)
- آنتونی ادورس (۱۹۳۶)
- عشق (۱۹۳۰)